# Inteligentna turystyka
Inteligentna turystyka (ang. smart tourism) – koncepcja łącząca technologie informacyjno-komunikacyjne z doświadczeniami turystycznymi, mająca na celu ulepszenie doświadczeń turystów, podniesienie efektywności i konkurencyjności przedsiębiorstw turystycznych oraz zapewnienie zrównoważonego rozwoju.

## Kluczowe aspekty definicji
1. Integracja technologii: Wykorzystanie zaawansowanych technologii, takich jak chmura obliczeniowa, Internet Rzeczy (IoT), sztuczna inteligencja czy aplikacje mobilne, do gromadzenia i analizy danych[1].
2. Orientacja na doświadczenie: Transformacja danych w wartościowe doświadczenia dla turystów, z naciskiem na efektywność, zrównoważony rozwój i wzbogacanie doświadczeń[1].
3. Interakcja i współpraca: Umożliwienie turystom komunikacji z mieszkańcami, lokalnymi firmami i samorządem, z wykorzystaniem technologii[1].
4. Zrównoważony rozwój: Rozwój turystyki uwzględniający potrzeby środowiska, społeczeństwa i gospodarki[2].
5. Personalizacja: Dostarczanie spersonalizowanych informacji i usług na podstawie analizy danych o potrzebach turystów[3].

## Różnice w stosunku do e-turystyki
Inteligentna turystyka różni się od e-turystyki, która koncentruje się głównie na cyfrowych aspektach podróży, takich jak rezerwacje czy wyszukiwanie informacji. Inteligentna turystyka łączy cyfrowy świat z fizycznym, wykorzystując technologie w trakcie podróży do wzbogacenia doświadczeń.

## Definicje
"Inteligentna turystyka to turystyka wspierana przez zintegrowane wysiłki w danym miejscu docelowym w celu przekazywania danych pochodzących z infrastruktury fizycznej, powiązań społecznych, źródeł organizacyjnych oraz informacji od osób fizycznych w połączeniu z wykorzystaniem zaawansowanych technologii internetowych".
"Turystyka wspierana przez zintegrowane wysiłki w miejscu docelowym w celu gromadzenia i wykorzystywania danych pochodzących z infrastruktury fizycznej, powiązań społecznych, źródeł rządowych/organizacyjnych i ludzi, w celu przekształcenia tych danych w doświadczenia na miejscu i propozycje biznesowe, z naciskiem na efektywność, zrównoważony rozwój i wzbogacanie doświadczeń".